# Planrupt
Planrupt é uma comuna francesa na região administrativa de Grande Leste, no departamento de Haute-Marne. Estende-se por uma área de 8,33 km². Em 2010 a comuna tinha 313 habitantes (densidade: 37,6 hab./km²).